# Куцир Павло Савович
Павло Савович Куцир (1910, село Карповичі, тепер Семенівського району Чернігівської області — 18 жовтня 1979, місто Шостка Сумської області) — український радянський діяч, головний технолог Шосткинського заводу сільськогосподарського машинобудування, голова Шосткинського міськвиконкому Сумської області. Депутат Верховної Ради УРСР 3–4-го скликань.

## Біографія
Народився в селянській родині. Після закінчення Карповицької початкової школи, деякий час працював сторожем цієї школи. У 1929—1930 роках — голова комітету незаможних селян села Карповичі Семенівського району Чернігівщини.
З 1930 року навчався на підготовчих курсах і на Чернігівському робітничому факультеті. Після закінчення робфаку поступив до Казанського хіміко-технологічного інституту Татарської АРСР. У 1937 році закінчив Казанський хіміко-технологічний інститут.
У 1937—1941 роках — начальник технологічної групи планово-виробничого відділу, начальник відділу технічного контролю Шосткинського заводу сільськогосподарського машинобудування № 9 Сумської області. Під час німецько-радянської війни евакуювався разом із заводом в східні райони СРСР, продовжував працювати на інженерних посадах. У 1945 році повернувся в місто Шостку.
Член ВКП(б).
У 1945—1957 роках — начальник інженерно-технічного відділу, головний технолог Шосткинського заводу сільськогосподарського машинобудування № 9 Сумської області. З 1945 року одночасно викладав у Шосткинському хіміко-технологічному технікумі.
У 1957—1961 роках — голова виконавчого комітету Шосткинської міської ради депутатів трудящих Сумської області.
З 1963 року — начальник цеху Шосткинського заводу сільськогосподарського машинобудування № 9.

## Нагороди
- орден Леніна
- орден Червоної Зірки
- медалі